# Коньков, Владимир Валерьевич
Владимир Валерьевич Коньков (род. 21 января 1968, Дзержинск, Горьковская область или Горький) — советский и российский хоккеист, нападающий. Мастер спорта России. Тренер

## Биография
Воспитанник горьковского «Торпедо», дебютировал в команде в конце сезона 1985/86 высшей лиги, проведя три матча. В сезоне 1988/89 провёл по 30 с лишним матчей за команды второй лиги «Кварц» Бор и «Сокол» Новочебоксарск, также сыграл 6 матчей в переходном турнире за «Торпедо». В сезоне 1989/90 провёл 21 матч за «Торпедо» и 46 — за «Кварц», два следующих сезона провёл в «Кварце». Семь сезонов (1992/93 — 1998/99) отыграл за «Торпедо», завершал карьеру в «Моторе» Заволжье (1999/2000 — 2001/02).
Окончил ВГИПУ. Тренер команды «Торпедо» 1995 года рождения (2009—2012). Тренер команды МХЛ «Чайка» (10 января 2013 — 15 ноября 2018, 2019/20 — 2022/23), с 15 сентября по 9 октября 2020 года в качестве главного тренера провёл 8 матчей. Тренер «Торпедо» в ЮХЛ (2023/24), тренер команды «Торпедо» 2011 г. р. (с 2024).